# Kaidan (2007)
Kaidan (怪談, Kaidan) é um filme japonês dirigido por Hideo Nakata e lançado em 2007.